# Embassament articular
Un embassament articular o vessament sinovial (o, etimològicament menys correcte, embassament sinovial) és la presència d'un augment del líquid intraarticular. Pot afectar qualsevol articulació. Sovint implica el genoll. El terme hemartrosi és refereix a un embassament articular amb sang, i al d'hidrartrosi al de contingut no purulent ni hemàtic.

## Diagnòstic
L'enfocament del diagnòstic depèn de l’articulació implicada. Tot i que l'aspiració de l'articulació es considera l'estàndard del diagnòstic, això pot ser difícil per a articulacions com el maluc. L'ecografia es pot utilitzar tant per verificar l'existència d'un embassament com per guiar l'aspiració.
| Tipus       | Tipus                                      | Leucòcits/mm3 | % neutròfils | Viscositat | Aparença    |
| ----------- | ------------------------------------------ | ------------- | ------------ | ---------- | ----------- |
| Normal      | Normal                                     | <200          | 0            | Alta       | Transparent |
| Artròsic    | Artròsic                                   | <5.000        | <25          | Alta       | Groc clar   |
| Traumàtic   | Traumàtic                                  | <10.000       | <50          | Variable   | Sagnolent   |
| Inflamatori | Gota, artritis reumatoide, febre reumàtica | 2.000-50.000  | 50-80        | Baixa      | Groc tèrbol |
| Inflamatori | Artritis sèptica                           | >50.000       | >75          | Baixa      | Groc tèrbol |
| Inflamatori | Gonorrea                                   | ~10.000       | 60           | Baixa      | Groc tèrbol |
| Inflamatori | Tuberculosi                                | ~20.000       | 70           | Baixa      | Groc tèrbol |